# Telecommunications Industry Association
Telecommunications Industry Association (o també TIA) és una organització de la indústria de telecomunicacions dels EUA acreditada per l'American National Standards Institute (ANSI).
La TIA està representada per més de 400 companyies.

## Estàndards creats per la TIA
1. TIA-942 Estàndard d'infraestructura de telecomunicacions per a centres de dades
2. TIA-568-C (estàndards de cablejats de telecomunicacions, usats per sistemes i xarxes de veu, vídeo i dades)
3. TIA-569-B Estàndard d'edificis comercials per a telecomunicacions
4. TIA-607-B (Estàndard de postes a terra)
5. TIA-598-C (Codi de colors de la Fibra òptica)
6. TIA-222-G Estàndard d'estructures de suport d'antenes
7. TIA-602-A Sistemes i equips de transmissióde dades, que estandarditzen el conjunt d'ordres Hayes.
8. TIA-102 - Comunicacions mòbils terrestres per a seguretat pública (APCO/P25)[4]

## Comitès d'enginyeria de la TIA
- TR-8 Arxivat 2016-10-26 a Wayback Machine. Estàndard de ràdio privada mòbil - desenvolupa estàndards d'equipament de ràdio i seguretat pública
- TR-14 Arxivat 2014-01-07 a Wayback Machine. Estàndards estructurals per a comunicacions d'estructures de suport de turbines eòliques petites - desenvolupa estàndards per a estructures de torres cel·lulars
- TR-30 Arxivat 2016-10-12 a Wayback Machine. Accés multimèdia, Protocols i Interfícies - desenvolupa estàndards per a equips terminals
- TR-34 Arxivat 2011-11-17 a Wayback Machine. Sistemes i equips per a satel·lits - desenvolupa estàndards per a equits de satèl·lits per DVB-S i Quality of service (QoS) sobre protocols IP
- TR-41 Arxivat 2016-10-12 a Wayback Machine. Prestacions i accessibilitat per a productes de comunicacions - desenvolupa estàndars per a telèfons analògics, telèfons digitals i VoIP
- TR-42 Arxivat 2016-10-12 a Wayback Machine. Sistemes de cablejat de telecomunicacions - desenvolupa cablejat estructurat  (fibra òptica, cobre) i estàndars de centres de dades
- TR-45 Arxivat 2012-01-04 a Wayback Machine. Estàndards per sistemes de comunicació personal i mòbil - desenvolupa interfícies CDMA i WiMax i estàndars cel·lulars.
- TR-47 Arxivat 2011-11-17 a Wayback Machine. Retransmissió mutimèdia mòbil terrestre  - desenvolupa estàndars de retransmissió multimèdia basats en el protocol DVB-H i la tecnologia Forward Link Only
- TR-48 Arxivat 2016-10-12 a Wayback Machine. Relemàtica entre vehicles - desenvolupa estàndars de transmissió de dades entre vehicles per a fabricants i gestors
- TR-49 Arxivat 2016-03-04 a Wayback Machine. Servei mèdic ICT - desenvolupa estàndars de serveis mèdics relacionats en xarxes de telecomunicacions
- TR-50 Arxivat 2016-10-12 a Wayback Machine. Comunicacions entre M2M i dispositius intel·ligents  - desenvolupa estàndards Màquina-Màquina per a habilitar comunicacions IP entre dispositius i servidors
- TR-51 Arxivat 2014-02-10 a Wayback Machine. Xarxes intel·ligents de serveis públics - desenvolupa estàndars de xarxes en malla per a comunicar els comptadors i les companyies de serveis